# Tidslinje for tekniske opfindelser
Tidslinje for tekniske opfindelser
- 2 millioner år f.Kr. – Enhedsredskab
- 500.000 f.Kr. – Ild og håndkile
- 51. årtusinde f.Kr. – Kano eller flåde
- 40. årtusinde f.Kr. – Bue og pil
- 10. årtusinde f.Kr. – Landbrug med korndyrkning (hvede og byg) i Mellemøsten.
- (ukendt år) Fiskeruser
- 7. årtusinde f.Kr. – Lerkar og Plov
- 4. årtusinde f.Kr. – Hjul
- ca. 3.500 f.Kr. – Sejlbåd
- 3. årtusinde f.Kr. – Kobber metallurgi bliver opfundet og kobber bruges til udsmykning
- Ca. 2540 f.Kr. – Pyramiderne opført i Egypten.
- 2. årtusinde f.Kr. – Bronze bruges til våben og rustning
- 1. årtusinde f.Kr. – Tin begynder at blive brugt i Kina og Egypten.
- 16. århundrede f.Kr. – Hittitterne udvikler en grov metallære for jern
- 13. århundrede f.Kr. – Erkendelse af, at stål dannes, når jern og trækul forbindes rigtigt.
- 10. århundrede f.Kr. – Glasproduktion indledes i Grækenland og Syrien
- Ca. 500 f.Kr. – Anaximenes beskriver kondensering og raffinering.
- 50'erne f.Kr. – Glasblæsningsteknikker udvikles i Fønikien
- 20'erne f.Kr. – Den romerske arkitekt Vitruvius beskriver en metode til fremstilling af tørbeton.
- Ca. år 0 – Vandmølle
- 2. århundrede – Hjulploven bruges i Danmark.
- 271 – Kinesiske forskere opfinder det magnetiske kompas.
- 600 – Vindmølle
- 7. århundrede – Hestesko bliver almindelige. Silkeorme og den tilhørende teknologi når Byzans. Silke har været importeret i flere hundrede år. Hesteseletøj med brystgjord når til Europa.
- 8. århundrede – Porcelæn opfindes i Kina. Stigbøjlerne når Europa fra Kina i det tidlige 8. årh.
- 9. århundrede – Seletøj med hestekrave når til Europa. Brugen af sæbe, en gallisk opfindelse, spredes i Europa. Jern bliver almindeligt brugt i Vesteuropa. Papir indføres i den arabiske verden.
- 834 – Den første beskrivelse af en håndkværn.
- 10. århundrede – Brugen af humle i bryggeprocessen spredes mellem det 10. og 14. årh.
- 11. århundrede – Forspænding med heste i tandem bliver almindeligt brugt.
- 12. århundrede – Den vandrette væv dukker op i Europa i det 11. årh. og i mekaniseret form i det 12. Tidevandsmøller ses første gang i Europa. Papir nævnes første gang i Europa i den første del af det 12. årh.
- 1126 – De første artesiske brønde blev gravet i Artois (deraf navnet). Slagboring blev første gang brugt af munkene i Chartreuse.
- 1150'erne – Kompasset er i brug i Vesteuropa fra midten af det 12. årh.
- 1170 – Rottefælder er tilsyneladende velkendte i 1170’erne.
- 1180 – Der berettes første gang om bruge af glasspejle.
- 1185 – Vindmøller er omtalt første gang.
- 1220'erne – Det arabiske talsystem begynder at blive brugt i manuskripter fra begyndelsen af det 13. årh. Den første illustration af en trillebør ses i den første tredjedel af det 13. årh. Skønt papir har været brugt i Kina før år 100 og i de islamiske lande siden midten af det 8. årh., når brugen af papir først til Europa i det 13. årh.
- 1232 – Raketter opfindes i Kina for at forsvare byen Kaifeng mod en mongolsk invasion.
- 1285 – Briller bliver opfundet i Italien. Blokke af "hård sæbe" (dvs. kalisæbe) bliver almindeligt brugt.
- 1320'erne – Kanoner bliver brugt for første gang i Europa i løbet af den første tredjedel af det 14. årh.
- 1390 – Den første papirmølle sættes i gang i Tyskland.
- 1400-tallet – De første højovne bygget i Sverige.
- 1450'erne – Crystallo, en klar, natrium-baseret glastype, bliver opfundet af Angelo Barovier
- 1455 – Gutenbergs Bibel bliver den første bog, der er trykt med flytbare metaltyper.
- 1508 – 1510 Leonardo da Vinci fylder flere notesbøger med mekanik, astronomi, anatomi og egne opfindelser.
- 1590 – Glaslinser udvikles i Holland og bruges for første gang i mikroskoper og teleskoper.
- 1608 – Det første teleskop fremstilles af J. Lippershey.
- 1609 – Det første mikroskop fremstilles af Z. janssen. Galilei bygger en kikkert med 20 x forstørrelse.
- 1612 - Et Termometer beskrives første gang af Santorio Santorio.[1]
- 1642 – Blaise Pascal opfinder den mekaniske regnemaskine.
- 1643 – Kviksølvbarometeret opfindes af E. Torricelli.
- 1654 – Guericke opfinder vakuumpumpen.
- 1666 – Isaac Newton opdager, at et glasprisme adskiller hvidt lys i spektrets farver.
- 1698 – Damppumpe opfindes af T. Savery.
- 1718 – Kviksølvtermometeret opfindes af G. Fahrenheit.
- 1738 – William Champion tager patent på en metode til produktion af metallisk zink ved destillation af kalamin og trækul.
- 1750 – Svingplov
- 1753 – Koks brugt i stedet for trækul
- 1764 – Hargreaves opfinder spindemaskinen.
- 1766 – Fysikeren Henry Cavendish fremstiller ren brint.
- 1769 – James Watt opfinder den moderne dampmaskine.
- 1771 – Scheele fremstiller ren ilt.
- 1779 – Bry Higgins får patent på en vandig cement (stuk), der kan bruges til udvendig beklædning.
- 1783 – Brødrene Joseph-Michel og Jacques-Étienne Montgolfier opfinder varmluftballonen; de er de første mennesker, der flyver (op i 1800 m højde)
- 1785 – Cartwright opfinder den mekaniserede væv til fremstilling af klæde
- 1793 – Whitney opfinder bomuldsspindemaskinen
- 1796 – Edward Jenner gennemfører koppevaccination.
- 1799 – Alessandro Volta laver et kobber-zink syrebatteri.
- 1804 – Raketter, fremstillet af den britiske hær, når 1830 meters højde
- 1807 – Fulton opfinder dampskibet
- 1814 – Stephenson opfinder damplokomotivet
- 1817 – Karl von Drais opfinder sparkecyklen, der er den almindelige cykels forløber
- 1820 - Hans Christian Ørsted opdager elektromagnetismen
- 1821 – Thomas Johann Seebeck opdager den termoelektriske effekt.
- 1824 – Joseph Aspin får patent på portland cement.
- 1825 – Hans Christian Ørsted frembringer metallisk aluminium. Første jernbane.
- 1839 – Charles Goodyear opfinder vulkaniseret gummi. Jacques Daguerre og William Fox Talbot opfinder de sølvbaserede, fotografiske processer.
- 1844 – Samuel Morse sender den første telegrafiske besked
- 1853 – Bessemer i England og Kelly i USA opfinder Bessemer-processen til stålfremstilling
- 1855 – Bessemerprocessen til massefremstilling af stål bliver patenteret.
- 1861 – James Clerk Maxwell demonstrerer farvefotografi.
- 1866 – Alfred Nobel opfinder dynamit, og tager året efter patent på denne opfindelse
- 1876 - Graham Bell opfinder og patentere telefonen
- 1877 – Thomas Edison opfinder fonografen.
- 1879 – Wilhelm Wundt udstyrer det første laboratorium for psykologiske eksperimenter. Edison opfinder glødelampen
- 1882 – Edison står for opførelsen af det første kraftværk i New York
- 1883 – Wroblewski og Olszewski producerer for første gang flydende ilt. Charles Fritts laver de første solceller ved anvendelse af selenium i lag.
- 1884 – Elpære og elkraftværk.
- 1885 – Benz opfinder den benzindrevne bil. Eastman opfinder bokskameraet.
- 1889 – Hollerith opfinder den første regnemaskine, som bruger hulkort.
- 1892 – Dewar opdager, at en flaske med dobbelte sider og vakuum imellem isolerer indholdet mod varmestrømning
- 1895 – Guglielmo Marconi opfinder antennen og den trådløse telegraf.
- 1895 – Wilhelm Röntgen tager det første røntgenbillede af sin hustrus hånd.
- 1896 – Marconi forøger rækkevidden af den trådløse telegraf til 1,6 km
- 1897 – Marconi gennemfører den første trådløse besked mellem skib og land
- 1899 – Marconi etablerer trådløs telegrafforbindelse mellem England og Frankrig
- 1900 – Grev Ferdinand von Zeppelin opfinder Zeppelineren.
- 1901 – King Camp Gillette opfinder barberbladet. Hubert Booth opfinder støvsuger.
- 1902 – August Verneuil udvikler en metode til fremstilling af syntetiske rubiner.
- 1903 – Wright brødrenes flyvemaskine holder sig i luften i 12 sekunder. Michael J. Owens opfinder metode til maskinfremstilling af flasker. Mary Anderson opfinder vindueviskeren.
- 1904 – Fleming opfinder glasrør-dioden. Thomas Sullivan opfinder teposen.
- 1906 – Lee De Forest opfinder triodeforstærkeren (elektronrør). William Kellogg opfinder cornflakes.
- 1907 – Leo Baekeland opfinder det første syntetiske plastprodukt: bakelit.
- 1908 – Henry Ford fremstiller Model T automobilet. Elmer A. Sperry opfinder gyrokompasset. Jacques E. Brandenberger opfinder cellofan. J. W. Geiger og W. Müller opfinder geigertælleren.
- 1910 – Georges Claude opfinder neonrøret.
- 1911 – Charles Franklin Kettering opfinder det elektriske tændingssystem til biler.
- 1912 – Pickard opfinder krystaldioden. De La Mole patenterer kampvognen.
- 1913 – Edison opfinder spillefilm med lydspor. Ford indfører samlebånd på sin fabrik. Mary Phelps Jacob opfinder BH'en. Gideon Sundback fremstiller den moderne lynlås.
- 1915 – Eugene Sullivan og William Taylor opfinder pyrexglas.
- 1916 – Jan Czochralski opfinder en metode til at lave enkelte metalkrystaller. Henry Brearly opfinder rustfrit stål.
- 1917 – Tyskland bruger som det første land, flyvemaskiner til at bombe byer med.
- 1919 – Autogensvejsning i brug.
- 1920 – Earle Dickson opfinder hæfteplasteret.
- 1922 – Sir Frederick Grant Banting opfinder insulinbehandling.
- 1923 – Udvikling af difteritisvaccinen. Fremstilling af insulin til behandling af sukkersyge. Garrett A. Morgan opfinder trafiklyset.
- 1924 – Corningforskere opfinder Pyrex, en glastype med en meget ringe udvidelse i varme.
- 1926 – Goddard affyrer den første raket med flydende brændstof.
- 1927 – Den første tv-udsendelse (England). Philip Drinker opfinder jernlungen.
- 1928 – Sir Alexander Fleming opdager penicillinet. Jacob Schick opfinder den elektriske barbermaskine.
- 1930 – Richard G. Drew opfinder klæbestrimlen (tape). Frank Whittle og Dr. Hans von Ohain opfinder samtidigt jetmotoren.
- 1931 – Lawrence opfinder cyklotronen. Julius Nieuwland udvikler den syntetiske gummi, der hedder neopren. Wallace Carothers udvikler nylon. Max Knott og Ernst Ruska opfinder elektronmikroskopet.
- 1932 – Edwin Herbert Land opfinder polaroidfoto.
- 1933 – Edwin Howard Armstrong opfinder FM-radio.
- 1934 – Percy Shaw opfinder "kattøjet", cykelrefleksen.
- 1935 – Robert Watson-Watt opfinder radar.
- 1936 – De første regelmæssige tv-udsendelser (England).
- 1937 – Chester F. Carlson opfinder fotokopimaskinen.
- 1938 – Roy Plunkett opdager den proces, der gør det muligt at lave poly-tetrafluorethylen, bedre kendt som teflon. Ladislo Biro opfinder kuglepennen.
- 1939 – Den første tv-udsendelse i USA. Igor Sikorsky fremstiller den første helikopter.
- 1941 – Lyle David Goodloe og W.N. Sullivan opfinder spraydåsen.
- 1942 – Enrico Fermi skaber den første atomare kædereaktion i et eksperiment.
- 1943 – Emile Gagnan og Jacques Cousteau opfinder systemet til frømandsdykning.
- 1944 – Willem Kolff opfinder dialyseapparatet.
- 1946 – University of Pennsylvania udvikler ENIAC-computeren, med 18.000 radiorør. Percy Spencer opfinder mikrobølgeovnen.
- 1947 – Willard Frank Libby opfinder kulstof 14-datering. Forskere ved Bell laboratorierne, Bardeen, Brattain og Shockley, opfinder transistoren. Første industrielle anvendelse for en piezoelektrisk keramik: bariumtitanat, brugt som en grammofonstift. Earl Silas Tupper opfinder "tupperware"-lukningen.
- 1948 – George de Mestral opfinder velcrolukningen.
- 1951 – Francis W. Davis opfinder servostyring til biler.
- 1952 – Joseph Woodland og Bernard Silver opfinder stregkoden.
- 1953 – Miller producerer aminosyrer ud fra uorganiske stoffer og elektriske gnister. Karl Ziegler opdager de metalliske katalysatorer, der forøger styrken væsentligt i polyetylen polymerer.
- 1954 – 6% effektive siliciumsolceller fremstillet på Bell Laboratories af Chaplin, Fuller og Pearson.
- 1956 – Christopher Cockerell opfinder luftpudebåden.
- 1957 – Den første kunstige satellit, Sputnik, i kredsløb.
- 1958 – Modemmet opfundet.
- 1959 – Pilkington Brothers patenterer glasflydningsprocessen. Wilson Greatbatch opfinder pacemakeren.
- 1960 – Maiman opfinder rubinlaseren. Javan opfinder helium-neon laseren. Udvikling og accept af p-pillen.
- 1962 – Dc-squid, superconducting quantum interference device opfundet.
- 1965 – Den første "rumvandring" (Sovjetunionen). James Russell opfinder CD'en. Stephanie Louise Kwolek opfinder kevlar.
- 1966 – Den første russiske, ubemandede, bløde månelanding.
- 1968 – Flydende krystal display udviklet af RCA
- 1969 – Mennesker går på Månen for første gang (Apollo 11). Douglas Engelbart opfinder computermusen. Robert Dennard opfinder halvleder-RAM.
- 1970 – Optiske fibre af silicium spundet på Corning. Alan Shugart opfinder disketten
- 1971 – Første rumsonde lander på Mars (Sovjetunionen). Apollo 15 sætter månebilen i gang. Den første rumstation, Saljut 1 (Sovjetunionen). Faggin, Hoff og Mazor opfinder mikroprocessoren.
- 1973 – USA etablerer Skylab rumstationen.
- 1974 – Giorgio Fischer opfinder fedtsugning.
- 1975 – Den første ubemandede landing på Venus (Sovjetunionen). Den første USA-Sovjet-sammenkobling i rummet (Apollo og Sojuz). Opfindelsen af CAT-scanneren (computerstyret aksialtomografi)
- 1977 – Voyager rumskibet opsendt; det indeholder optagelser af lyde fra Jorden, deriblandt musik og hilsner på 55 forskellige sprog.
- 1979 – Det første "reagensglasbarn" fra kunstig befrugtning.
- 1980 – Voyager 2 fotograferer Saturn. Indførelse af den kommunikationsprotokol, som muliggør skabelsen af internettet
- 1981 – Binnig og Rohrer opfinder scanning tunneling-mikroskopet. USA opsender den første rumfærge, Columbia
- 1982 – Den første opsendelse af kommunikationssatellitter udført fra rumfærgen
- 1984 – Den første indfangning af fejlbehæftede satellitter til reparation og genopsendelse fra rumfærgen.
- 1986 – Voyager 2 fotograferer Uranus og opdager nye måner. Udvikling af de første superledere til høje temperaturer. Sovjetunionen opsender Mir-rumstationen.
- 1989 – Voyager 2 fotograferer Neptun og opdager nye måner.
- 1990 – Hubble-rumteleskopet opsendt, men det har en en optisk defekt. Tim Berners-Lee opfinder World Wide Web/Internet protokollen (HTTP) og hypertekstsproget (HTML).
- 1993 – Hubble-rumteleskopet er repareret
- 1995 – Den anden amerikansk-russiske sammenkobling i rummet gennemføres (Atlantis og Mir). DVD (Digital Versatile Disc eller Digital Video Disc) opfundet.
- 1997 – Mars Pathfinder-sonden har som den første et køretøj med til Mars.
- 1998 – Viagra® opfundet.